# Ixora fuscescens
Ixora fuscescens är en måreväxtart som beskrevs av Theodoric Valeton och Elmer Drew Merrill. Ixora fuscescens ingår i släktet Ixora och familjen måreväxter. Inga underarter finns listade i Catalogue of Life.